# Dimitri Demouchkine
Dimitri Nikolaïevitch Demouchkine (russe : Дми́трий Никола́евич Дёмушкин, né le 7 mai 1979 à Moscou) est un homme politique russe nationaliste, connu pour son opposition au gouvernement de Vladimir Poutine. Il est l’un des organisateurs des marches russes, qui se tiennent annuellement le 4 novembre le Jour de l'Unité du Peuple (russe : День народного единства).
En 1999, Demouchkine fonde et préside l’Union Slave (russe : Славянский Союз) association qui sera longtemps le plus important groupement nationaliste russe, jusqu'à son interdiction en 2010 pour extrémisme.
En 2001, on lui refuse le droit de fonder le Parti nationaliste de Russie.
En 2011, il cofonde avec Alexander Potkin Les Russes  (russe : Русские), regroupant divers groupes nationalistes russes.
En 2012, il se porte candidat à la mairie de Kaliningrad.
L'année suivante, il fait part de son intention de se porter candidat à la présidentielle de 2018,.
En 2017, Dimitri Demouchkine est condamné à deux ans et demi de prison de Pokrov, dont huit mois dans le quartier de haute sécurité (où Alexeï Navalny est ensuite emprisonné) pour extrémisme, mais libéré plus tôt que prévu en février 2019.
Le 13 mai 2019, Demouchkine a été nommé chef temporaire de l'administration de la colonie d'élite rurale de Barvikha, district d'Odintsovo, région de Moscou, Symboliquement, le nationaliste fait désormais partie du système politique dirigé par le président Poutine.
La même année, il devient correspondant de la publication en ligne White News.

## Enfance et jeunesse
Dimitri Nikolaïevitch Demouchkine est né le 7 mai 1979 à Moscou.
Son Père, Nikolai Mikhailovich Demouchkine est ambulancier, puis moniteur de conduite. Sa mère - née Elena Aleksandrovna Petrova est professeur de langue et littérature russes.
En 1981, ses parents divorcent et Dimitri est élevé par sa mère, sa grand-mère et sa tante.
Dans sa jeunesse, Dimitri pratiquait la boxe et la gymnastique. « Nous avions notre propre groupe, nous ne nous appelions pas les skins à l'époque, même si nous y ressemblions. Tout le monde se rasait la tête et portait des vestes en cuir courtes, confortables pour un combat », se souvient Demouchkine. Au début de 1995, Demouchkine rejoint un groupe de personnes « qui se positionnaient comme des skinheads ».

## Éducation
Il a étudié dans trois écoles à Moscou : n° 763 jusqu'à la cinquième année, puis n° 997 jusqu'à la neuvième année, il a reçu un enseignement secondaire complet à l'école n° 144.
Il est diplômé de la Faculté d'économie avec un diplôme en administration publique et municipale et de la Faculté de psychologie avec un diplôme de professeur de psychologie de l'Institut social et humanitaire de Moscou. En septembre 2008, il y présente son doctorat.

## Opinions politiques
Pendant son appartenance à l'Union slave, Demouchkine a adhéré aux vues national-socialistes. Cependant, dans une interview de 2015 avec la publication en ligne Meduza, Demouchkine a déclaré que le national-socialisme est une « impasse », et aujourd'hui il se considère comme un « nationaliste traditionnel ».
Demouchkine demande que le peuple russe reçoive un statut d'État et que les amendements appropriés soient apportés à la Constitution russe.
Dans le même temps, il qualifie le slogan « La Russie pour les Russes (en) » de « pas très correct et demande à être déchiffré ». À son avis, ce slogan doit être interprété comme « la Russie pour les Russes et les autres peuples autochtones de Russie ». Les peuples autochtones font référence aux peuples qui « vivent sur le territoire du pays, participent à sa défense, à sa construction et à son renforcement et n'ont pas leurs propres formations nationales en dehors de la Russie ».

### Partisan de la structure de l'État fédéral de la Russie
Demouchkine estime que les Russes, les Ukrainiens et les Biélorusses forment un seul peuple.
Il prône la mise en place d'un régime de visas avec les pays d'Asie centrale, mettant de l'ordre dans la sphère migratoire et sur le marché du travail, et l'élimination des monopoles ethniques pour les communautés ethniques.

### Partisan de la dé-soviétisation du pays.
Il est le coordinateur du comité d'organisation « Pour l'enlèvement de la momie de Lénine (en) ! ».
Demouchkine est l'un des principaux organisateurs de la marche russe.
Dans une interview accordée à l'agence de presse Nevex TV, il a promis que s'il arrivait au pouvoir, il changerait complètement la télévision russe, car elle contribue à la dégradation morale des jeunes. En particulier, Demouchkine a déclaré que la chaîne de musique et de divertissement MTV serait définitivement fermée sous lui, car, à son avis, elle faisait la promotion de l'homosexualité (en).
Le 5 mai 2012, dans une interview avec l'agence de presse russe Novy Region, Demouchkine a déclaré qu'« aujourd'hui, il n'y a pas une seule organisation et aucun parti qui refléterait les intérêts des Russes. Il y a des communistes, des libéraux, des bureaucrates, « le parti des voleurs et des escrocs (en) ». Mais il n'y a pas de parti russe. Nous aspirons à une solidarité russe ethno-politique universelle ».
En 2016, dans un entretien avec Dmitry Volchek sur Svoboda.org, il a expliqué que malgré les pressions du FSB il avait refusé d'envoyer ses militants dans le Donbass car il avait compris que le Kremlin avait pour but de nettoyer l'opposition nationaliste en l'envoyant se faire tuer en Ukraine. Ceux qui y sont allés, "qui ont activement soutenu le Kremlin et organisé des rassemblements et des actions à l'appui de la politique du Kremlin en Ukraine n'ont reçu que des promesses" puis étaient arrêtés lorsqu'ils rentraient en Russie. Il affirmait que l'agitation dans le Donbass était entièrement une initiative russe : " . Les résidents de l'Ukraine ont refusé de se battre...[les Russes] ont été forcés de tout faire par eux-mêmes…  Il n'y avait même pas de résidents d'Ukraine à la première étape". Il décrivait alors des dirigeants russes déconnectés, mal informés, et une économie russe en voie d'effondrement.
En 2019, il considérait comme erronées les actions des autorités russes dans le Donbass puisqu'elles ne firent en réalité que renforcer les sentiments anti-russes des Ukrainiens..."Cette guerre n'est pas dans l'intérêt du peuple russe".
En 2022, Demouchkine a condamné l'invasion de l'Ukraine par la Russie et a demandé qu'il y soit mis fin,. En novembre 2022, deux protocoles ont été rédigés contre Demouchkine pour avoir diffusé des fausses nouvelles sur l'armée russe (en). Peu avant, son appartement a été perquisitionné et son téléphone confisqué. L'avocat de Demouchkine a établi un lien entre ces persécutions et les activités journalistiques de Demouchkine.

## Carrière de fonctionnaire municipal
Peu de temps après sa sortie de prison, Demouchkine a été embauché comme spécialiste de deuxième catégorie dans les organes d'autonomie locale de la colonie rurale de Barvikha avec un salaire approprié et une allocation pour conditions de travail spéciales.
Puis il a été nommé au poste de spécialiste en chef du département du travail d'organisation, de la jeunesse, de la culture et des sports de l'administration de cette colonie rurale.
Le 13 mai 2019, conformément à la procédure établie et sous réserve des approbations nécessaires, Demouchkine a été nommé chef par intérim de l'administration de la colonie rurale de Barvikha. Dans son nouveau poste, Demouchkine vérifiera les activités de l'administration précédente et entend lutter contre l'unification de Barvikha avec la région d'Odintsovo.